# Hydrolastic
L'Hydrolastic è un tipo di sospensione idraulica, realizzata nei primi anni sessanta e montata su alcune vetture del gruppo British Motor Corporation fino agli anni novanta.

## Storia
Visto l'enorme interesse mediatico sollevato dalla Citroën DS, in buona parte dovuto alle futuristiche sospensioni idropneumatiche, Alec Issigonis incaricò Alex Moulton di studiare un sistema simile e semplificato, con il quale equipaggiare le vetture dalla BMC.
Il progetto venne concluso e sperimentato nel 1961 e l'anno successivo, iniziò ad essere montato su alcune versioni del modello "Ado 16" e dal 1964, sulle "Mini".
Il sistema si basa su elementi in gomma riempiti di liquidi incomprimibile e con un'armatura metallica che ne limita la deformazione, inoltre il sistema è caratterizzato dal collegamento idraulico tra la ruota anteriore e quella posteriore dello stesso lato, il che permette di mantenere l'assetto del mezzo il più costante possibile.
Il nuovo tipo di sospensione, denominato Hydrolastic e fortemente pubblicizzato, non ebbe un grande successo, a causa della sensazione di scarsa stabilità trasmessa al conducente e, soprattutto, in dipendenza delle periodiche operazioni di manutenzione necessarie.
Contrariamente alle previsioni aziendali, il sistema Hydrolastic non riuscì a sostituire le tradizionali sospensioni meccaniche, generalmente preferite dagli acquirenti.

## L'evoluzione in Hydragas
Inventate dall'ingegnere automobilistico britannico Alex Moulton della British Leyland, le Hydragas sono un'evoluzione del precedente sistema Hydrolastic. Vennero introdotte nel 1973 sulla Austin Allegro e successivamente utilizzate nel 1975 sulla Austin Princess, mentre nel 1982 vennero impiegate sulla Austin Ambassador.
Sia le Hydrolastic che le Hydragas tentano di risolvere il compromesso dei movimenti alla guida con delle sospensioni interconnesse tra loro, più nel dettaglio la sospensione della parte anteriore e posteriore della vettura.
Il cuore del sistema sono le unità dislocatore (displacer), caratterizzate da sfere contenenti gas azoto in pressione, che vanno a sostituire le tradizionali molle d'acciaio.

La differenza con il sistema Citroën viene dal fatto che il liquido non viene gestito da una centralina e non ne viene gestita la pressione tramite una pompa, risultando per questo molto più semplice ed economico.
Nonostante i problemi iniziali si è progressivamente sviluppato in un'efficace ed efficiente alternativa a molle in acciaio su modelli successivi British Leyland/Gruppo Rover come la Austin Metro e MG F.
Per quanto riguarda la Austin Maxi, fu equipaggiata prima con le Hydrolastic, mentre, dal 1978, con la cessazione della produzione appunto delle Hydrolastic da parte di Dunlop, la British Leyland utilizzò le Hydragas modificate della Leyland Princess, rivedendo anche il sottotelaio anteriore.